# M-9.1 (Kosovo)
De M-9.1 of Magjistrale 9.1 is een hoofdweg in Kosovo. De weg loopt van Klinë via Gjakovë naar de grens met Albanië. In Albanië loopt de weg als SH22 verder naar Bajram Curri. De M-9.1 is 53 kilometer lang.

## Geschiedenis
In de tijd dat Kosovo bij Joegoslavië hoorde, was de M-9.1 onderdeel van de Joegoslavische hoofdweg M9.1. Deze weg had dezelfde route als de huidige M-9.1. Na het uiteenvallen van Joegoslavië en de de facto onafhankelijkheid van Kosovo behield de weg haar nummer. 
Lange tijd is de grensovergang naar Albanië gesloten geweest. Pas in 2008 werd de grens geopend en de weg verder in Albanië opgeknapt.